# Tomasz Tokarczyk
Tomasz Tokarczyk (ur. 21 marca 1976 w Limanowej) – polski dyrygent.

## Życiorys
Absolwent Akademii Muzycznej w Krakowie, gdzie ukończył klasę dyrygentury u prof. Jerzego Katlewicza oraz klasę skrzypiec u prof. Ewy Szubry-Jargoń. W sezonie 1999/2000 był dyrygentem Tarnowskiej Orkiestry Kameralnej. W latach 2002–2004 był dyrygentem oraz kierownikiem muzycznym w Operze na Zamku w Szczecinie. W 2004 objął stanowisko dyrygenta oraz kierownika muzycznego w Operze Krakowskiej.
Współpracuje z teatrami operowymi oraz filharmoniami w Polsce, m.in. z Operą Wrocławską, Operą Bałtycką, Operą i Filharmonią Podlaską, Teatrem Wielkim w Łodzi, jak i Filharmonią Narodową w Warszawie, Filharmonią Koszalińską, Polską Orkiestrą Sinfonia Iuventus. Dyrygował za granicą m.in. na Festiwalu w Wexford w Irlandii, Orkiestrą Symfoniczną w Trondhein w Norwegii, w Teatrze Opery i Baletu w Czelabińsku w Rosji.
Od roku akademickiego 2016/2017 jest wykładowcą Akademii Muzycznej w Krakowie.

## Odznaczenia i nagrody
- Laureat I nagrody III Ogólnopolskiego Przeglądu Młodych Dyrygentów im. Witolda Lutosławskiego w Białymstoku – 2002
- Medal Stowarzyszenia Polskich Artystów Muzyków oraz Nagrodę Stowarzyszenia Autorów ZAiKS dla najlepszego polskiego uczestnika na 7. Międzynarodowym Konkursie Dyrygentów im. Grzegorza Fitelberga w Katowicach – 2003[1]
- Zwycięstwo w plebiscycie Opery Krakowskiej "po pięciu latach!" w kategorii najlepszy dyrygent – 2013[2]
- Odznaka „Honoris Gratia” – 2014[3]

- Medal „Polonia Minor” – 2018[4]
- Teatralna Nagroda Muzyczna im. Jana Kiepury w kategorii najlepszy dyrygent - 2020[5]